# Formation du calcaire de Caen
La formation du calcaire de Caen, ou formation des calcaires de Caen, est une formation géologique du Jurassique moyen de la région de Caen (Calvados) en France. Ce calcaire à fins débris de coquilles et à ciment boueux est intensément exploité depuis le XIe siècle comme pierre à bâtir, sous le nom de pierre de Caen.
Ce calcaire s'est formé dans un environnement de mer peu profonde à proximité d'un rivage, de type mangrove. Il est constitué de petits bioclastes coquilliers cimentés par de la boue carbonatée.

## Datation

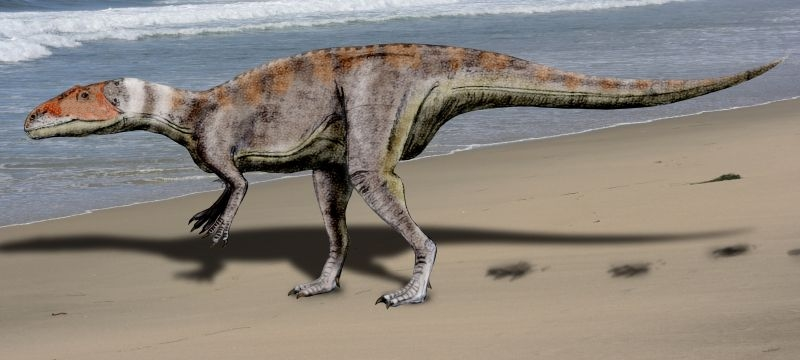
Vue d'artiste de Dubreuillosaurus valesdunensis.

La formation du calcaire de Caen est datée de la base du Bathonien moyen, de la zone biostratigraphique à ammonites à « Progracilis » (Procerites progracilis),, soit il y a environ 167 Ma (millions d'années).

## Hydrogéologie
Le calcaire de Caen fait partie des niveaux calcaires constituant l'aquifère multi-couches, essentiellement libre, du Bathonien. Ceux-ci sont séparés par des niveaux de calcaires argileux moins perméables.

## Paléontologie
La formation du calcaire de Caen est connue également pour les fossiles de dinosaures qu'elle a fournis :
| Dinosaures de la formation du calcaire de Caen | Dinosaures de la formation du calcaire de Caen | Dinosaures de la formation du calcaire de Caen | Dinosaures de la formation du calcaire de Caen | Dinosaures de la formation du calcaire de Caen | Dinosaures de la formation du calcaire de Caen               | Dinosaures de la formation du calcaire de Caen |
| Genre                                          | Espèce                                         | Situation                                      | Niveau stratigraphique                         | Matériel                                       | Notes                                                        |                                                |
| ---------------------------------------------- | ---------------------------------------------- | ---------------------------------------------- | ---------------------------------------------- | ---------------------------------------------- | ------------------------------------------------------------ | ---------------------------------------------- |
| Dubreuillosaurus,                              | D. valesdunensis                               | Calvados                                       | Pierre de Caen                                 | « Crâne presque complet et squelette partiel » | Afrovenatorinae en groupe frère du genre Magnosaurus         |                                                |
| Megalosaurus                                   | indéterminé                                    | Calvados                                       |                                                |                                                | Considéré en 2004 comme des restes indéterminés de théropode |                                                |
| Poekilopleuron                                 | P. bucklandii                                  | Calvados                                       | Banc royal                                     | « Squelette post-crânien partiel »             |                                                              |                                                |

En plus des restes fossiles de ces trois théropodes, des fragments indéterminés d'os de dinosaures sauropodes ont été découverts dans cette formation.